# BH Telecom
BH Telecom – bośniacki dostawca usług telekomunikacyjnych z siedzibą w Sarajewie.
Przedsiębiorstwo zostało założone w 1992 roku.